# Rick Springfield
Rick Springfield, pseudonimo di Richard Lewis Springthorpe (Sydney, 23 agosto 1949), è un cantautore, musicista e attore australiano.

## Biografia
Nato in Australia, dopo essersi trasferito in Inghilterra da adolescente comincia a dedicarsi alla musica. Nel 1967 infatti si unisce alla sua prima rock band. Nel 1968 entra a far parte degli Zoot, gruppo tra i più popolari in Australia attivo fino al 1971, che realizza diversi singoli di successo.
Dopo l'addio al gruppo intraprende la carriera solista con Speak to the Sky. Nel frattempo matura anche la passione per la recitazione, facendo l'attore in diverse serie TV. In particolare raggiunge la fama grazie alla sua interpretazione del dottor Noah Drake in General Hospital, avviata nel 1981 ma costantemente dal 2005.
Sempre nel 1981 viene pubblicato il suo album Working Class Dog, che ottiene uno straordinario successo anche negli Stati Uniti, grazie soprattutto al singolo Jessie's Girl arrivato fino al primo posto della Billboard Hot 100.
Nel 1982 riceve il Grammy Award nella categoria "miglior interpretazione rock vocale maschile". Seguono due altri dischi nei due anni successivi. Success Hasn't Spoiled Me Yet, in particolare, raggiunge il secondo posto nella Billboard 200. Pubblica diversi altri lavori nel corso degli anni '80, proseguendo al contempo la carriera in televisione. Appare infatti in circa 70 episodi della serie Alta marea (1994-1997).
Nel 1999 viene pubblicato Karma. Altri due album escono nel 2005 e poi nel 2007. Nel periodo 2005-2008 ritorna a recitare in General Hospital, questa volta con maggiore frequenza e successo. Nel 2010 pubblica un'autobiografia dal titolo Late, Late at Night: A Memoir. Nel 2015 recita al fianco di Meryl Streep nel film Dove eravamo rimasti per la regia di Jonathan Demme.

## Discografia

### Album in studio
- 1972 - Beginnings
- 1973 - Comic Book Heroes
- 1974 - Mission Magic!
- 1976 - Wait for Night
- 1981 - Working Class Dog
- 1982 - Success Hasn't Spoiled Me Yet
- 1983 - Living in Oz
- 1984 - Hard to Hold
- 1984 - Beautiful Feelings
- 1985 - Tao
- 1988 - Rock of Life
- 1999 - Karma
- 2004 - Shock/Denial/Anger/Acceptance
- 2005 - The Day after Yesterday
- 2007 - Christmas with You
- 2008 - Venus in Overdrive
- 2009 - My Precious Little One: Lullabies for a New Generation
- 2012 - Songs for the End of the World
- 2016 - Rocket Science
- 2023 - Automatic

con Sahara Snow
- 1997 - Sahara Snow

### Live
- 2001 - The Greatest Hits Alive
- 2006 - Live in Rockford

### Raccolte
- 1988 - Greatest Hits
- 1996 - The Best of Rick Springfield
- 2003 - Platinum & Gold Collection: Rick Springfield
- 2005 - Written in Rock - Anthology
- 2007 - The Early Sound City Sessions
- 2008 - Playlist: The Very Best Of Rick Springfield
- 2015 - Stripped Down

## Filmografia

### Attore

#### Cinema
- Dove eravamo rimasti (Ricki and the Flash), regia di Jonathan Demme (2015)

#### Televisione
- L'uomo da sei milioni di dollari (The Six Million Dollar Man) – serie TV, episodio 5x07 (1977)
- Nel tunnel dei misteri con Nancy Drew e gli Hardy Boys (The Hardy Boys/Nancy Drew Mysteries) – serie TV, episodio 2x12 (1977)
- Agenzia Rockford (The Rockford Files) – serie TV, episodio 4x17 (1978)
- Galactica (Battlestar Galactica) – serie TV, episodio 1x01 (1978)
- Wonder Woman – serie TV, episodi 2x14 e 3x16 (1978-1979)
- L'incredibile Hulk (The Incredible Hulk) – serie TV, episodio 2x17 (1979)
- California Fever – serie TV, episodio 1x06 (1979)
- CHiPs – serie TV, episodio 3x13 (1979)
- General Hospital – soap opera, 108 episodi (1981-1983; 2005-2013)
- Alta marea (High Tide) – serie TV, 69 episodi (1994-1997)
- Robin's Hoods – serie TV, 4 episodi (1995)
- Susan (Suddenly Susan) – serie TV, episodi 3x17 e 3x22 (1999)
- Più forte ragazzi (Martial Law) – serie TV, episodio 2x07 (1999)
- Calfornication – serie TV, 4 episodi (2009)
- Hawaii Five-0 – serie TV, episodio 1x22 (2011)
- Hot in Cleveland – serie TV, episodio 3x16 (2012)
- Drop Dead Diva – serie TV, episodio 6x03 (2014)
- True Detective – serie TV, 3 episodi (2015)
- Supernatural – serie TV, 3 episodi (2016)
- American Horror Story: Cult – serie TV, episodio 7x08 (2017)
- The Goldbergs – serie TV, episodio 6x03 (2018)

### Doppiatore
- Andy in Johnny Bravo
- Bobby Bastille in Duncanville

## Doppiatori italiani
Nelle versioni in italiano delle opere in cui ha recitato, Rick Springfield è stato doppiato da:
- Massimo Lodolo in Vittime innocenti, A passo di danza, Supernatural
- Roberto Pedicini in Dove eravamo rimasti, American Horror Story
- Teo Bellia in General Hospital (1^ voce)
- Vittorio Guerrieri in General Hospital (2^ voce)
- Stefano Benassi in True Detective
- Luca Ward in Alta marea
- Francesco Prando in The Goldbergs